# Ronaldo Vasconcellos
Ronaldo Vasconcellos Novais (Ponte Nova, 23 de abril de 1950) é um político, engenheiro e professor universitário brasileiro. Foi vice-prefeito de Belo Horizonte, capital de Minas Gerais.
Atualmente, é Presidente do Partido Verde de Minas Gerais.
Como político, ao longo dos anos, deu ênfase à defesa das questões ambientais e turísticas, entendidas como fator de desenvolvimento social e econômico. É autor de vários artigos sobre meio ambiente e turismo e é idealizador e apresentador dos programas de televisão Ação Urbana e Ecologia e Cidadania.

## Carreira política
Em 1982, Ronaldo Vasconcellos foi eleito vereador na capital mineira. O primeiro mandato como deputado estadual foi conquistado quatro anos depois, em 1986, sendo reeleito nas legislaturas de 1990 e 1994. 	
Em 1998 foi eleito deputado federal, sendo reeleito em 2002. No entanto, renunciou ao mandato (2003-2007) para assumir o cargo de vice-prefeito da cidade de Belo Horizonte', em 1 de janeiro de 2005.
Foi Secretário Municipal de Meio Ambiente da Prefeitura de Belo Horizonte em 2009 e 2010.
É torcedor e conselheiro Grande Benemérito do Clube Atlético Mineiro. Foi contemplado com o Galo De Prata no ano de 2005.
Foi Presidente do Partido Verde de Minas Gerais de 2010 a 2013.
Atualmente é filiado ao PTB- Partido Trabalhista Brasileiro.